# Ministero del lavoro (Francia)
Il Ministero del lavoro (in francese Ministère du Travail) è uno dicastero del governo francese responsabile per le questioni del lavoro, i rapporti con le parti sociali e le questioni sociali, compresa la politica generale di azione sociale.

## Descrizione
Tra la sua creazione nel 1906 e nel 1983, il dipartimento portava quasi sempre il nome di "Ministero del lavoro". Con l'alternarsi del 1981, quest'area di azione amministrativa ha spesso cambiato nome, alternando il nome di solidarietà o affari sociali, lavoro o occupazione.
Situato nell'hotel Châtelet (127, rue de Grenelle, VII arrondissement), sede storica sin dal suo inizio, è in questo edificio del Ministero del Lavoro che sono stati negoziati e firmati gli accordi di Grenelle che hanno concluso gli eventi del maggio 1968 in Francia.